# Вілбаргер (округ, Техас)
Шаблон:StateAbbr_ 34°05′ пн. ш. 99°14′ зх. д. / 34.08° пн. ш. 99.24° зх. д.
Округ Вілбаргер (англ. Wilbarger County) — округ (графство) у штаті Техас, США. Ідентифікатор округу 48487.

## Історія
Округ утворений 1858 року.

## Демографія
За даними перепису 2000 року загальне населення округу становило 14676 осіб, зокрема міського населення було 11215, а сільського — 3461. Серед мешканців округу чоловіків було 7264, а жінок — 7412. В окрузі було 5537 домогосподарств, 3746 родин, які мешкали в 6371 будинках. Середній розмір родини становив 3,07.
Віковий розподіл населення поданий у таблиці:
| Стать    | До 15 років | 15-21 | 22-29 | 30-39 | 40-49 | 50-65 | 65-85 | Понад 85 |
| -------- | ----------- | ----- | ----- | ----- | ----- | ----- | ----- | -------- |
| Чоловіки | 1574        | 1124  | 647   | 907   | 1000  | 1083  | 822   | 107      |
| Жінки    | 1530        | 774   | 648   | 899   | 979   | 1136  | 1135  | 311      |

## Суміжні округи
- Тіллман, Оклахома — північ
- Вічита — схід
- Бейлор — південь
- Форд — захід
- Гардеман — захід
- Джексон, Оклахома — північний захід

## Виноски
1. ↑  https://web.archive.org/web/20180216143221/http://publications.newberry.org/ahcbp/documents/TX_Individual_County_Chronologies.htm
2. ↑  U.S. Decennial Census. United States Census Bureau. Архів оригіналу за 4 квітня 2018. Процитовано 12 травня 2015.
3. ↑  Texas Almanac: Population History of Counties from 1850–2010 (PDF). Texas Almanac. Архів оригіналу (PDF) за 26 лютого 2015. Процитовано 12 травня 2015.
4. ↑  State & County QuickFacts. United States Census Bureau. Архів оригіналу за 19 січня 2016. Процитовано 29 грудня 2013.(англ.) Наведено за англійською вікіпедією.
5. ↑  American FactFinder. Бюро перепису населення США. Архів оригіналу за 26 лютого 2012. Процитовано 31 січня 2008.

| США | Це незавершена стаття з географії США. Ви можете допомогти проєкту, виправивши або дописавши її. |